# Vierschanzentournee 1994/95
Die 43. Vierschanzentournee 1994/95 war Teil des Skisprung-Weltcups 1994/1995. Als Sieger ging der Österreicher Andreas Goldberger hervor, der die Tournee nach 1992/93 zum zweiten Mal gewinnen konnte.
Das Springen in Oberstdorf fand am 30. Dezember 1994 statt, am 1. Januar 1995 das Springen in Garmisch-Partenkirchen und am 4. Januar 1995 das Springen in Innsbruck. Die Abschlussveranstaltung in Bischofshofen wurde am 6. Januar 1995 durchgeführt.

## Weltcup und Favoriten
Die nacholympische Saison 1994/95, die ihren Höhepunkt mit den Nordischen Skiweltmeisterschaften im kanadischen Thunder Bay aufwies, hatte schon zum Ende der Olympiasaison ihre Sensation, nämlich den Rücktritt vom Rücktritt des Doppelolympiasiegers von Lillehammer, Jens Weißflog. Nach den für ihn so glanzvollen Olympischen Spielen wollte der Sachse nach vorhergehenden Planungen eigentlich mit dem Leistungssport aufhören. Da es ihm aber gesundheitlich gut ging, er auch angemessen Geld verdiente und ihm immer noch der vierte Tourneesieg fehlt, entschloss er sich, noch mindestens eine Saison dranzuhängen. Somit blieb auch die siegreiche deutsche Olympiamannschaft um Thoma, Duffner, Jäkle und Weißflog zusammen, die Bundestrainer Heß für die Tournee nominierte und vor allem in Weißflog, aber auch Dieter Thoma Favoriten auf den Tourneesieg aufwies. Zu einem dieser Favoriten hatte sich auch wieder der Österreicher Andreas Goldberger entwickelt, der 1992/93 schon Tourneesieger war, in Lillehammer bereits zwei Bronzemedaillen gewonnen hatte und dort stärkster Springer der Österreicher war. Zudem führte er die aktuelle Weltcupwertung an, wenngleich diese nach zwei Springen in Planica kaum aussagekräftig war. Allerdings hatte der Rücktritt des zweimaligen Tourneesiegers Ernst Vettori eine nicht eben kleine Lücke in das Aufgebot der Österreicher gerissen, wenngleich mit Widhölzl und Schwarzenberger junge Talente nachrückten. Nach der Weltcupwertung war auch der Japaner Funaki favorisiert, der sich hinter Goldberger platziert hatte. Funaki war noch in Lillehammer nicht am Start, entwickelte sich nun aber inmitten des starken japanischen Teams mit gerade einmal 19 Jahren zum neuen Shootingstar. Darüber waren aus dem norwegischen Springerlager Lasse Ottesen und Espen Bredesen, vorjähriger Tourneesieger, zu den Favoriten zu rechnen, da zumindest Ottesen auch im Weltcup schon wieder gut platziert war. Nachdem die Finnen bei Olympia leer ausgegangen waren, dafür standen sinnbildlich zwei Fünfte und ein sechster Platz des besten Finnen Janni Soininen, zeigten sich die Skandinavier unter ihrem neuen Auswahltrainer Hannu Lepistö gestärkt aus der Sommerpause kommend. Bester Finne war dabei der damals erst 17-jährige Janne Ahonen, der nach einer eher durchwachsenen Olympiasaison, in der er nicht für die Tournee und Olympia nominiert worden war, mit seinem dritten Platz im ersten Weltcupspringen für ein erstes Achtungszeichen gesorgt hatte.
| 01. | Andreas Goldberger | Österreich | 180 Punkte |
| 02. | Kazuyoshi Funaki   | Japan      | 140 Punkte |
| 03. | Janne Ahonen       | Finnland   | 110 Punkte |
| 04. | Mika Laitinen      | Finnland   | 104 Punkte |
| 05. | Lasse Ottesen      | Norwegen   | 096 Punkte |

| 05. | Jani Soininen  | Finnland    | 72 Punkte |
| 07. | Franci Petek   | Slowenien   | 71 Punkte |
| 08. | Roberto Cecon  | Italien     | 57 Punkte |
| 09. | Takanobu Okabe | Japan       | 50 Punkte |
| 10. | Jens Weißflog  | Deutschland | 47 Punkte |

## Nominierte Athleten
| Nation      | Athleten |
| ----------- | --- |
| Deutschland | Andreas Scherer, Dieter Thoma, Christof Duffner, Jens Weißflog, Gerd Siegmund, Rico Meinel, Hansjörg Jäkle, Ralph Gebstedt, Alexander Herr, Ronny Hornschuh, Michael Uhrmann, Marc Nölke, Alexander Müller, Sven Hannawald, Mathias Witter, Frank Reichel, Steffen Siebert                                                       |
| Österreich  | Werner Haim, Martin Höllwarth, Heinz Kuttin, Andreas Goldberger, Werner Schuster, Andreas Beck, Werner Rathmayr, Klaus Huber, Christian Moser, Gerhard Schallert, Matthias Wallner, Reinhard Schwarzenberger, Ingemar Mayr, Werner Schernthaner, Andreas Widhölzl, Josef Pirnbacher, Richard Foldl, Adolf Grugger, Robert Putzer |
| Finnland    | Jani Soininen, Janne Ahonen, Janne Väätäinen, Ari-Pekka Nikkola, Toni Nieminen, Mika Laitinen, Tero Koponen, Tero Turkki |
| Frankreich  | Nicolas Jean-Prost, Didier Mollard, Nicolas Dessum, Lucas Chevalier-Girod, Yannick Revuz |
| Italien     | Roberto Cecon, Ivo Pertile, Ivan Lunardi, Massimo Vellar |
| Japan       | Masahiko Harada, Takanobu Okabe, Jin’ya Nishikata, Kazuyoshi Funaki, Hiroya Saitoh, Naoki Yasuzaki |
| Kasachstan  | Andrei Werweikin |
| Norwegen    | Lasse Ottesen, Espen Bredesen, Roar Ljøkelsøy, Helge Brendryen, Stein Henrik Tuff, Bjørn Myrbakken, Kurt Børset |
| Polen       | Wojciech Skupień, Adam Malysz |
| Schweden    | Johan Rasmussen, Fredrik Johansson |
| Schweiz     | Sylvain Freiholz, Stephan Zünd, Martin Trunz, Bruno Reuteler, Reto Kälin |
| Slowakei    | Marián Bielčik, Marek Donoval |
| Slowenien   | Samo Gostiša, Robert Meglič, Franci Petek, Urban Franc, Dejan Jekovec |
| Tschechien  | František Jež, Jaroslav Sakala, Jiří Parma, Jaroslav Kahánek, Jakub Sucháček, Ladislav Dluhoš |

## Oberstdorf
Bei strömenden Regen sah das Auftaktspringen der 43. Tournee einen Überraschungssieger. Zwar hatte der erst 17-jährige Österreicher Reinhard Schwarzenberger die Qualifikation gewonnen, doch nach dem ersten Durchgang lag der Tiroler erst auf dem 8. Platz. In Führung lag Jens Weißflog nach einem Sprung über 118 m vor dem Finnen Soininen. Doch beide Athleten sollten wie auch andere, weiter vorn platzierte Springer im zweiten Durchgang durch wechselnde Winde ihre Probleme bekommen. So gelangen Soininen nur 103 m, was am Ende Rang 13 bedeutete. Weißflog gelangen durch Rückenwind noch 106,5 m und war am Ende froh, noch den dritten Platz belegen zu können. Besser hingegen lief es bei den Österreichern. Während der Weltcupführende Goldberger mit zwei gleichbleibenden Sprüngen von 113 und 113,5 m den zweiten Platz belegte, gelang Schwarzenberger die Sensation. Vorher noch nie für ein Weltcupspringen qualifiziert, gelang ihm mit einem Satz von 118 m im zweiten Durchgang der Tagessieg. Dennoch konnte auch die deutsche Mannschaft um Bundestrainer Heß zufrieden sein, mit den Plätzen 7 von Gerd Siegmund, 8 von Dieter Thoma und 12 von Hansjörg Jäkle war man stärkste Mannschaft. Die Finnen zeigten mit Platz 4 von Ahonen und Nikkola ihr Potential, auch die Japaner hatten mit Okabe und Funaki zwei Springer in den Top Ten. Lediglich die Norweger um ihren besten Springer Bredesen mit Rang 11 fielen etwas ab. Ein Achtungszeichen setzte der starke Italiener Cecon mit Rang 8.
- Datum: 30. Dezember 1994
- Land:  Deutschland
- Schanze: Schattenbergschanze

| Pos. | Springer                 | Land        | Punkte |
| ---- | ------------------------ | ----------- | ------ |
| 1    | Reinhard Schwarzenberger | Österreich  | 227,9  |
| 2    | Andreas Goldberger       | Österreich  | 226,7  |
| 3    | Jens Weißflog            | Deutschland | 225,1  |
| 4    | Ari-Pekka Nikkola        | Finnland    | 222,1  |
| 4    | Janne Ahonen             | Finnland    | 222,1  |
| 6    | Takanobu Okabe           | Japan       | 222,0  |
| 7    | Gerd Siegmund            | Deutschland | 218,1  |
| 8    | Dieter Thoma             | Deutschland | 217,6  |
| 8    | Roberto Cecon            | Italien     | 217,6  |
| 10   | Kazuyoshi Funaki         | Japan       | 216,7  |

## Garmisch-Partenkirchen
Das Neujahrsspringen 1995 fand unter nahezu irregulären Bedingungen statt. Starker Schneefall, der die Spur immer wieder verwehte und stumpf werden ließ sowie starke Seitenwinde führten reihenweise zu eher schwachen Sprüngen einiger Tourneefavoriten. Zunächst wurde nach sieben Springern auf Grund eines Protestes der finnischen Mannschaft der 1. Durchgang abgebrochen, da das Ausnahmetalent Janne Ahonen durch Neuschnee in der Spur nur 78 m weit gesprungen war. Bei der Wiederholung seines Sprunges gelang Ahonen mit 114 m nunmehr ein neuer Schanzenrekord, den an diesem Tage niemand mehr erreichen sollte. Zum Ende des 1. Durchgangs waren vier Finnen unter den ersten zehn Springern platziert, von den Tourneemitfavoriten waren allein Goldberger (3.) und Funaki in den Top Ten platziert. Auftaktsieger Schwarzenberger belegte nach 88 m den 35. Platz, Mitfavorit Jens Weißflog nach 96 m den 18. Platz. Auch im zweiten Durchgang setzten vor allem die finnischen Springer erneut die Akzente, Janne Ahonen erreichte mit 112 m im zweiten Durchgang einen ungefährdeten Tagessieg. Lediglich Andreas Goldberger konnte sich beim Kampf um die Podestplätze noch erheblich steigern und erreichte mit der zweitbesten Tagesweite von 113,5 m noch den zweiten Platz. Soininen rundete mit Platz 3 den starken Eindruck, den die finnische Mannschaft hinterlassen hatte, ab. Mit Platz 5 für Nieminen und 6 für Nikkola lagen letztlich 4 Finnen unter den Top Ten. Durch seinen 15. Platz in der Tageswertung rutschte Jens Weißflog auf den 9. Platz in der Gesamtwertung ab und hatte dabei schon über 40 Punkte Rückstand auf den neuen Gesamtführenden Ahonen.
- Datum: 1. Januar 1995
- Land:  Deutschland
- Schanze: Große Olympiaschanze

| Zwischenstand nach 2 Springen | Zwischenstand nach 2 Springen | Zwischenstand nach 2 Springen |
| Pos.                          | Springer                      | Punkte                        |
| ----------------------------- | ----------------------------- | ----------------------------- |
| 1.                            | Ahonen                        | 469,7                         |
| 2.                            | Goldberger                    | 468,5                         |
| 3.                            | Funaki                        | 447,4                         |

| Pos. | Springer           | Land        | Punkte |
| ---- | ------------------ | ----------- | ------ |
| 1    | Janne Ahonen       | Finnland    | 247,6  |
| 2    | Andreas Goldberger | Österreich  | 241,8  |
| 3    | Jani Soininen      | Finnland    | 231,8  |
| 4    | Kazuyoshi Funaki   | Japan       | 230,7  |
| 5    | Toni Nieminen      | Finnland    | 222,9  |
| 6    | Ari-Pekka Nikkola  | Finnland    | 222,3  |
| 7    | Nicolas Dessum     | Frankreich  | 219,2  |
| 8    | Takanobu Okabe     | Japan       | 218,8  |
| 9    | Nicolas Jean-Prost | Frankreich  | 215,8  |
| 10   | Hansjörg Jäkle     | Deutschland | 214,3  |

## Innsbruck
Als nach dem Neujahrsspringen mehrere Anwärter auf den Gesamtsieg ihre Siegambitionen endgültig begraben konnten, schien es auf einen Zweikampf Ahonen-Goldberger hinauszulaufen. Der junge eher schweigsame Finne kam immer besser in Form, allerdings trennten ihn nur winzige 1,2 Punkte vom sehr beständigen Österreicher Goldberger. Mit über 20 Punkten Rückstand auf Ahonen hatte der neue japanische Shootingstar Funaki nur noch Außenseiterchancen. Doch eben diese packte er in Innsbruck beim Schopfe. Bereits im Training hatte Funaki mit 119 m einen neuen Schanzenrekord aufgestellt. Im ersten Durchgang sprang er dann 117,5 m, Mika Laitinen erreichte mit 108,5 m die zweitbeste Weite. Im zweiten Durchgang sprang Funaki zwar nur noch 111,5 m weit, aber der ärgste Konkurrent Andreas Goldberger setzte auch schon bei 112,5 m auf. Damit gelang Funaki an diesem Tag ein überlegener Sieg am Bergisel mit über 20 Punkten Vorsprung vor Goldberger. Dadurch setzte sich der Japaner in der Gesamtwertung an die Spitze, wenngleich ihn nur ein Punkt von Goldberger trennte. Durch einen eher mäßigen siebten Platz, durch den Ahonen über 40 Punkte auf Funaki verlor, rutschte der Finne auf Rang drei in der Gesamtwertung und hatte nunmehr mit fast 20 Punkten Rückstand auf Funaki nur noch theoretische Chancen auf den Gesamtsieg. Neben den erneut starken Finnen, die wieder vier Springer unter den Top Ten platzierten, überraschte aus deutscher Sicht vor allem Rico Meinel mit einem 5. Platz. Er flog wie auch der sechstplatzierte Franzose Nicolas Jean-Prost im zweiten Durchgang auf eine Weite von 110 m und sorgte für den einzigen Lichtblick im deutschen Lager. Sinnbildlicher Ausdruck des ansonsten schwachen deutschen Abschneidens war der Zwischenstand in der Gesamtwertung: mit Jean-Prost und Dessum waren zwei Franzosen und der Italiener Cecon in den Top Ten zu finden, aber kein deutscher Springer.
- Datum: 4. Januar 1995
- Land:  Österreich
- Schanze: Bergiselschanze

| Zwischenstand nach 3 Springen | Zwischenstand nach 3 Springen | Zwischenstand nach 3 Springen |
| Pos.                          | Springer                      | Punkte                        |
| ----------------------------- | ----------------------------- | ----------------------------- |
| 1.                            | Funaki                        | 695,1                         |
| 2.                            | Goldberger                    | 694,1                         |
| 3.                            | Ahonen                        | 676,3                         |

| Pos. | Springer           | Land        | Punkte |
| ---- | ------------------ | ----------- | ------ |
| 1    | Kazuyoshi Funaki   | Japan       | 247,7  |
| 2    | Andreas Goldberger | Österreich  | 225,6  |
| 3    | Mika Laitinen      | Finnland    | 220,7  |
| 4    | Toni Nieminen      | Finnland    | 216,6  |
| 5    | Rico Meinel        | Deutschland | 216,3  |
| 6    | Nicolas Jean-Prost | Frankreich  | 208,9  |
| 7    | Janne Ahonen       | Finnland    | 206,6  |
| 8    | Ari-Pekka Nikkola  | Finnland    | 203,9  |
| 9    | Robert Meglič      | Slowenien   | 203,6  |
| 10   | Jakub Sucháček     | Tschechien  | 202,1  |

## Bischofshofen
Zuletzt in der Saison 1989/90 sah es in der Tourneezwischenwertung ähnlich knapp aus wie 1995. Nur durch einen Punkt getrennt konnten sowohl Goldberger als auch Funaki die Tournee gewinnen. Im ersten Durchgang legte Goldberger mit 127,5 m eine Weite vor, die Funaki mit 126,5 m konterte. Beide Springer trennten nun 2,3 Punkte in der Tageswertung. Auf dem dritten Platz lag der erneut starke Italiener Cecon. Aus deutscher Sicht waren nach der Enttäuschung von Innsbruck Platz 6 von Dieter Thoma und Platz 9 von Jens Weißflog schon ein Lichtblick. Allerdings gelang nur Thoma im zweiten Durchgang eine deutliche Steigerung auf 127 m, was am Ende in der Tageswertung den dritten Platz bedeuten sollte. Weißflog gelangen zwar zwei konstante Sprünge über 119 und 119,5 m, in der Tageswertung reichte das aber nur für den 11. Rang. Im Kampf um den Tagessieg setzte zunächst der Franzose Dessum mit 127 m ein Achtungszeichen, allerdings reihte er sich damit hinter Thoma letztlich auf den vierten Platz ein. Cecon ließ nach seinen 127,5 m im ersten Durchgang 123 m folgen, was ihm zwischenzeitlich die Führung vor Thoma einbrachte. Danach folgte Funaki, der alles riskierte und bei 131,5 m landete, was neuen Schanzenrekord bedeutet hätte. Allerdings konnte der Japaner den Sprung nicht stehen und stürzte, was ihm erhebliche Abzüge einbrachte und in der Tageswertung auf den 9. Platz zurückfallen ließ. Der nach eigenen Aussagen sichtlich nervöse Goldberger behielt anschließend dennoch die Nerven und sprang 128 m weit. Dies bedeutet letztlich einen überlegen Tagessieg vor dem Überraschungszweiten Roberto Cecon und Dieter Thoma.
- Datum: 6. Januar 1995
- Land:  Österreich
- Schanze: Paul-Außerleitner-Schanze

| Pos. | Springer           | Land        | Punkte |
| ---- | ------------------ | ----------- | ------ |
| 1    | Andreas Goldberger | Österreich  | 261,3  |
| 2    | Roberto Cecon      | Italien     | 253,8  |
| 3    | Dieter Thoma       | Deutschland | 248,4  |
| 4    | Nicolas Dessum     | Frankreich  | 244,9  |
| 5    | Lasse Ottesen      | Norwegen    | 243,8  |
| 6    | Toni Nieminen      | Finnland    | 242,2  |
| 7    | Ari-Pekka Nikkola  | Finnland    | 238,2  |
| 8    | Kazuyoshi Funaki   | Japan       | 236,9  |
| 9    | Nicolas Jean-Prost | Frankreich  | 233,3  |
| 10   | Jani Soininen      | Finnland    | 233,1  |

## Gesamtwertung
Eine enorm spannende Tournee ging zu Ende. Zuletzt hatte es 1986/87 so einen Wechsel in der Gesamtwertung nach jedem Springen gegeben. Erst in Bischofshofen konnte Goldberger mit seinem Tagessieg seinen zweiten Tourneesig feiern, und das auch nur durch den Sturz von Funaki, der als Tourneeneuling mit 19 Jahren gleich Gesamtzweiter wurde. Nicht minder überraschend war der dritte Platz des damals sogar erst 17-jährigen Finnen Ahonen, dessen äußerst erfolgreiche Springerkarriere mit diesem Podestplatz richtig durchstartete. Generell hatte der neue finnische Auswahltrainer Lepistö die Skandinavier nach einer kurzen Durststrecke wieder an die Weltspitze geführt, was sie mit Mannschaftsgold reichlich zwei Monate später bei den nordischen Skiweltmeisterschaften unter Beweis stellten. Großer Verlierer war die deutsche Mannschaft unter Bundestrainer Reinhard Heß, die nach ihrer glanzvollen Olympiasaison zumindest bei der Tournee nicht an diese Erfolge anknüpfen konnte. Dennoch standen immerhin zwei Podestplätze zu Buche, jedoch war kein deutscher Springer unter den Top Ten in der Gesamtwertung platziert. Positive Überraschungen waren der Italiener Cecon, der in der Saison 1994/95 letztlich seine besten Ergebnisse erzielte sowie die Franzosen Dessum und Jean-Prost, die sich ebenfalls in den Top Ten der Gesamtwertung platzierten.
| Rang | Name               | Nation     | Gesamt- wertung | Oberst- dorf | Garmisch- Partenk. | Inns- bruck  | Bischofs- hofen |
| ---- | ------------------ | ---------- | --------------- | ------------ | ------------------ | ------------ | --------------- |
| 1    | Andreas Goldberger | Österreich | 955,0           | 226,7 / 02.  | 241,8 / 03.        | 225,6 / 02.  | 261,3 / 01.     |
| 2    | Kazuyoshi Funaki   | Japan      | 932,0           | 216,7 / 10.  | 230,7 / 04.        | 247,7 / 01.  | 236,9 / 08.     |
| 3    | Janne Ahonen       | Finnland   | 896,3           | 222,1 / 04.  | 247,6 / 01.        | 206,6 / 07.  | 220,0 / 15.     |
| 4    | Ari-Pekka Nikkola  | Finnland   | 886,2           | 222,1 / 04.  | 222,3 / 06.        | 203,9 / 08.  | 238,2 / 07.     |
| 5    | Nicolas Dessum     | Frankreich | 870,3           | 205,1 / 14.  | 219,2 / 07.        | 201,1 / 12.  | 244,9 / 04.     |
| 6    | Jani Soininen      | Finnland   | 869,6           | 210,8 / 13.  | 231,8 / 03.        | 195,7 / 14.  | 231,3 / 10.     |
| 7    | Roberto Cecon      | Italien    | 866,2           | 217,6 / 08.  | 201,4 / 11.        | 193,4 / 018. | 253,8 / 02.     |
| 8    | Toni Nieminen      | Finnland   | 863,9           | 182,2 / 31.  | 222,9 / 05.        | 216,6 / 04.  | 242,2 / 06.     |
| 9    | Nicolas Jean-Prost | Frankreich | 860,6           | 202,6 / 16.  | 215,8 / 09.        | 208,9 / 06.  | 233,3 / 09.     |
| 10   | Lasse Ottesen      | Norwegen   | 839,8           | 197,6 / 19.  | 201,7 / 12.        | 196,9 / 13.  | 243,8 / 05.     |